# Шиндрешть
Шиндрешть, Шиндрешті (рум. Șindrești) — село у повіті Марамуреш в Румунії. Входить до складу комуни Думбревіца.
Село розташоване на відстані 398 км на північний захід від Бухареста, 10 км на південний схід від Бая-Маре, 92 км на північ від Клуж-Напоки.

## Населення
За даними перепису населення 2002 року у селі проживали 610 осіб, усі — румуни. Усі жителі села рідною мовою назвали румунську.